# Pascual Jordan
Pascual Jordan   (Hannover, 18 d'octubre de 1902 - Hamburg, 31 de juliol de 1980) fou un físic teòric i matemàtic que va fer contribucions significatives a la mecànica quàntica i la teoria quàntica de camps. Va contribuir molt a la forma matemàtica de la mecànica matricial, i va desenvolupar relacions canòniques d'anticommutació per a fermions. L'àlgebra de Jordan és emprada en l'estudi de les fundacions matemàtiques i conceptuals de la teoria quàntica, i ha trobat altres aplicacions matemàtiques.

## Biografia
Ernst Pasqual Jordan és fill del pintor Ernst Pasqual Jordan. El seu nom deriva del seu avantpassat Pascual Jorda, que es va establir a Hannover després de les guerres de coalició.
Jordan es va matricular a la Universitat Tècnica de Hannover el 1921 on va estudiar una barreja eclèctica de zoologia, matemàtiques, i física. El 1923 es va traslladar a Göttingen Universitat, llavors la meca en matemàtiques i ciències físiques, on esdevenia ajudant primer del matemàtic Richard Courant i després del físic Max Born. Juntament amb Max Born i Werner Heisenberg, Jordan fou coautor d'una sèrie important de papers en mecànica quàntica, abans de canviar el seu focus cap a la cosmologia abans de la Segona Guerra Mundial.
Jordan va enginyar un tipus d'àlgebres no-associatives, anomenades avui en dia àlgebres de Jordan en el seu honor, en un intent de crear una àlgebra d'observables per a la mecànica quàntica i la teoria quàntica de camps. Avui en dia, les àlgebres de von Neumann també són emprades per aquest propòsit. Les àlgebres de Jordan han estat aplicades en geometria projectiva, teoria de nombres, anàlisi complexa, optimització, i molts altres camps de matemàtiques pures i aplicades, i continuen sent utilitzades dins l'estudi matemàtic i conceptual subjacent a la teoria quàntica.
El 1933, Jordan es va unir al partit Nazi, com Philipp Lenard i Johannes Stark, tot i que va continuar defensant Einstein i altres científics jueus. Jordan es va allistar a la Luftwaffe el 1939, treballant com a meteoròleg al centre de coets de Peenemünde. Durant la guerra va intentar fer interessar el partit Nazi en diversos avenços armamentístics però els seus suggeriments van ser ignorats perquè va ser considerat com una persona "políticament no fiable", probablement a causa de les seves associacions passades amb científics jueus (en particular: Richard Courant, Max Born i Wolfgang Pauli) i amb l'anomenada "física jueva".

## Treballs seleccionats
- Born, M.; Jordan, P. «Zur Quantenmechanik». Zeitschrift für Physik, 34, 1, 1925, pàg. 858. Bibcode: 1925ZPhy...34..858B. DOI: 10.1007/BF01328531.Bibcode:1925ZPhy...34..858B. doi:10.1007/BF01328531.
- Born, M.; Heisenberg, W.; Jordan, P. «Zur Quantenmechanik. II». Zeitschrift für Physik, 35, 8–9, 1926, pàg. 557. Bibcode: 1926ZPhy...35..557B. DOI: 10.1007/BF01379806.Bibcode:1926ZPhy...35..557B. doi:10.1007/BF01379806.
- Jordan, P.; von Neumann, J.; Wigner, E. «On an Algebraic Generalization of the Quantum Mechanical Formalism». Annals of Mathematics, 35, 1, 1934, pàg. 29–64. DOI: 10.2307/1968117. JSTOR: 1968117. Jordan, P.; von Neumann, J.; Wigner, E. «On an Algebraic Generalization of the Quantum Mechanical Formalism». Annals of Mathematics, 35, 1, 1934, pàg. 29–64. DOI: 10.2307/1968117. JSTOR: 1968117.